# トルコ記念館

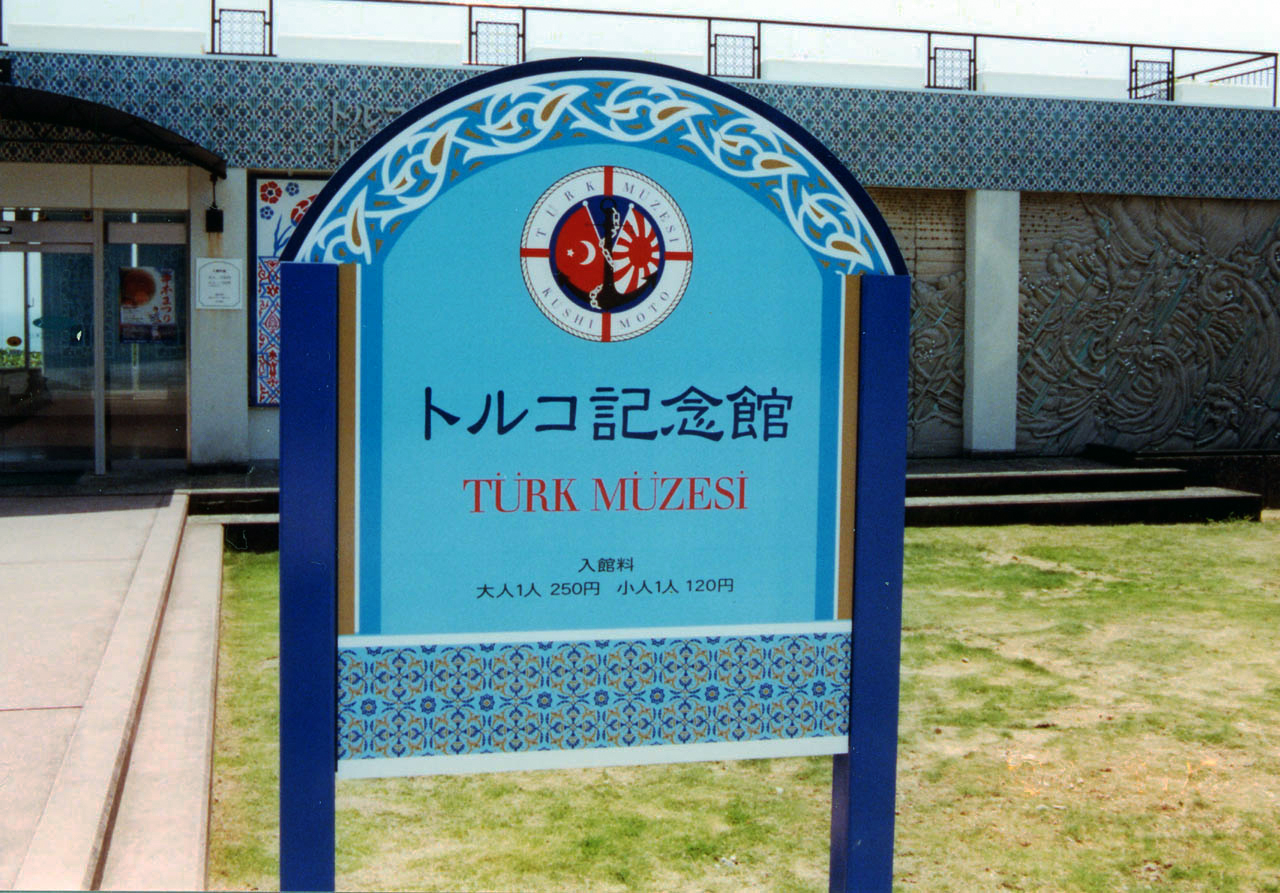
看板

トルコ記念館（トルコきねんかん、トルコ語: Türk Müzesi）は、和歌山県串本町の紀伊大島にある町立の博物館。1890年（明治23年）9月16日に紀伊大島沖で遭難したオスマン帝国（現在のトルコ）のフリゲート艦エルトゥールル号の模型や乗員の遺品のほか、トルコ政府から寄贈された品々を展示している。

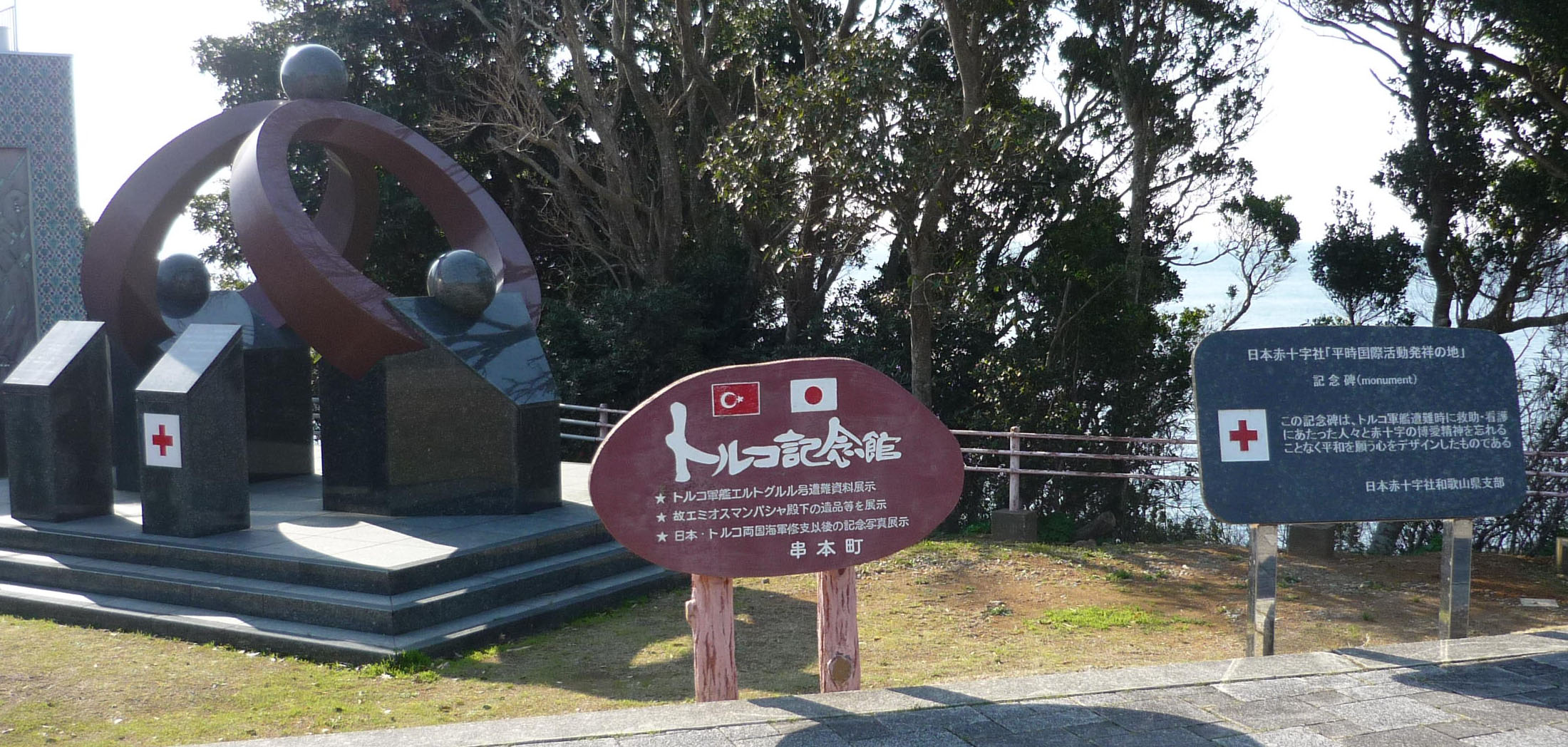
日本赤十字「平時国際活動発祥の地」記念碑　串本町

## 由来
記念館の由来は、オスマン皇帝の特使を乗せて日本に派遣されたエルトゥールル号が、帰国の途にあった1890年（明治23年）、樫野埼灯台近くで座礁したことにある。犠牲者587名という大惨事であったが、地元大島村（現串本町）の人々はトルコ人の遭難者に温かい対応を行ったことが、日本とトルコの友好の始まりとして有名なエピソードになっている。
トルコ記念館はこの出来事を記念し、1974年（昭和49年）12月に遭難現場付近の紀伊大島に建設された。2階展望台からはエルトゥールル号が座礁した地点を見ることができる。

## 施設概要

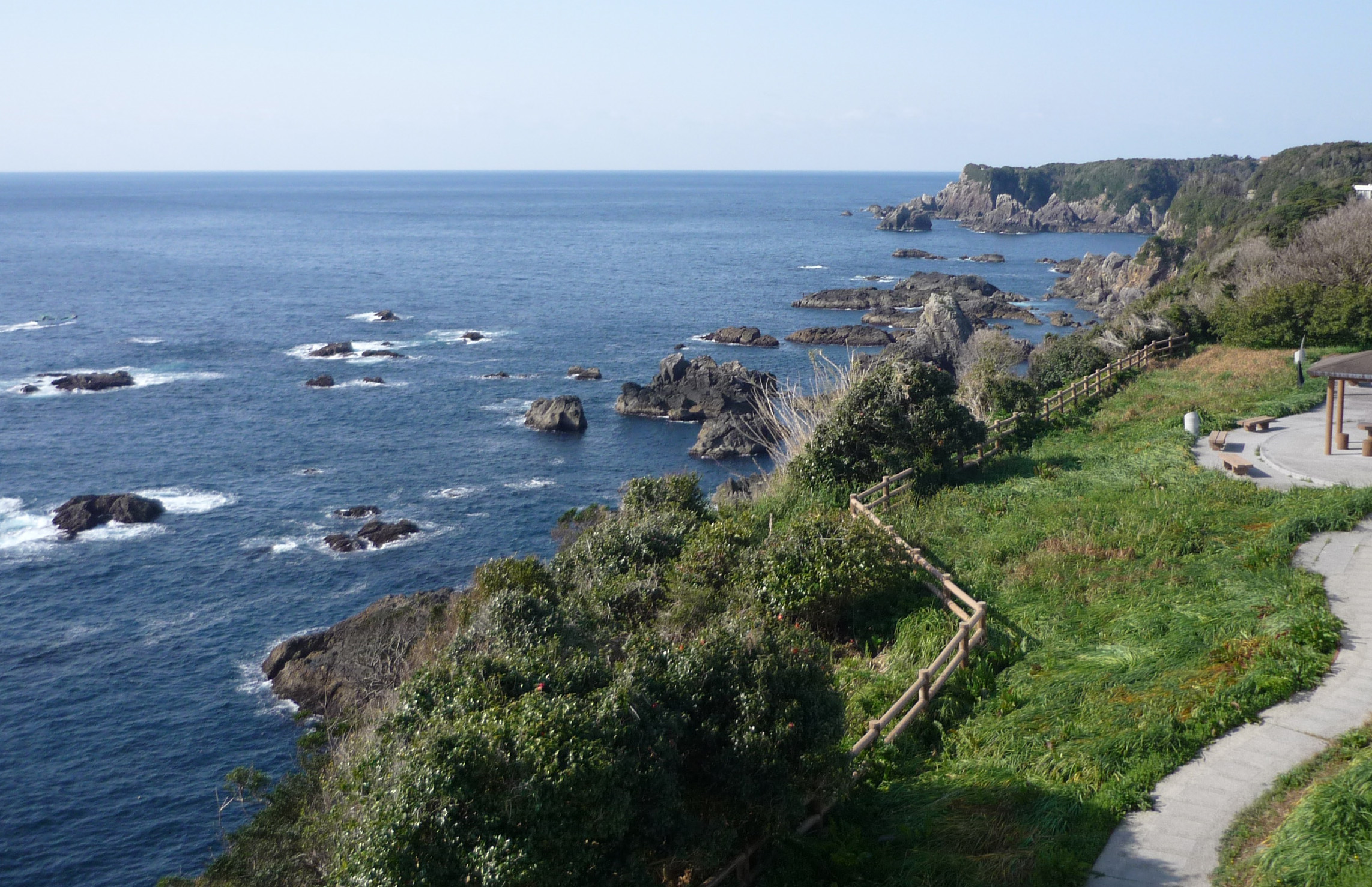
串本町樫野の海岸

- 開館時間：9時-17時[1]
- 休館日：年中無休[1]
- 駐車場：84台（無料）

## 交通
- JR紀勢本線（きのくに線） 串本駅から熊野交通バスで樫野埼灯台口バス停下車、徒歩3分。

## 周辺情報
- 樫野埼灯台
- 海金剛
- 串本応挙芦雪館
- 串本海中公園
- 潮岬灯台
- 日米修交記念館